# Симбирская епархия
Симбирская епархия — епархия Русской православной церкви, объединяющая приходы и монастыри в средней части Ульяновской области (в границах городов Новоульяновск и Ульяновск, а также Вешкаймского, Карсунского, Кузоватовского, Майнского, Новоспасского, Новоульяновского, Сурского, Ульяновского и Цильнинского районов). Входит в состав Симбирской митрополии.

## История
До 1799 года симбирское духовенство находилось в подчинении митрополита Казанского и Свияжского.
В связи с увеличивающимся числом храмов в Симбирской губернии неоднократно ставился вопрос об учреждении самостоятельной Симбирской епархии — в 1784, 1829 и 1830 годах.

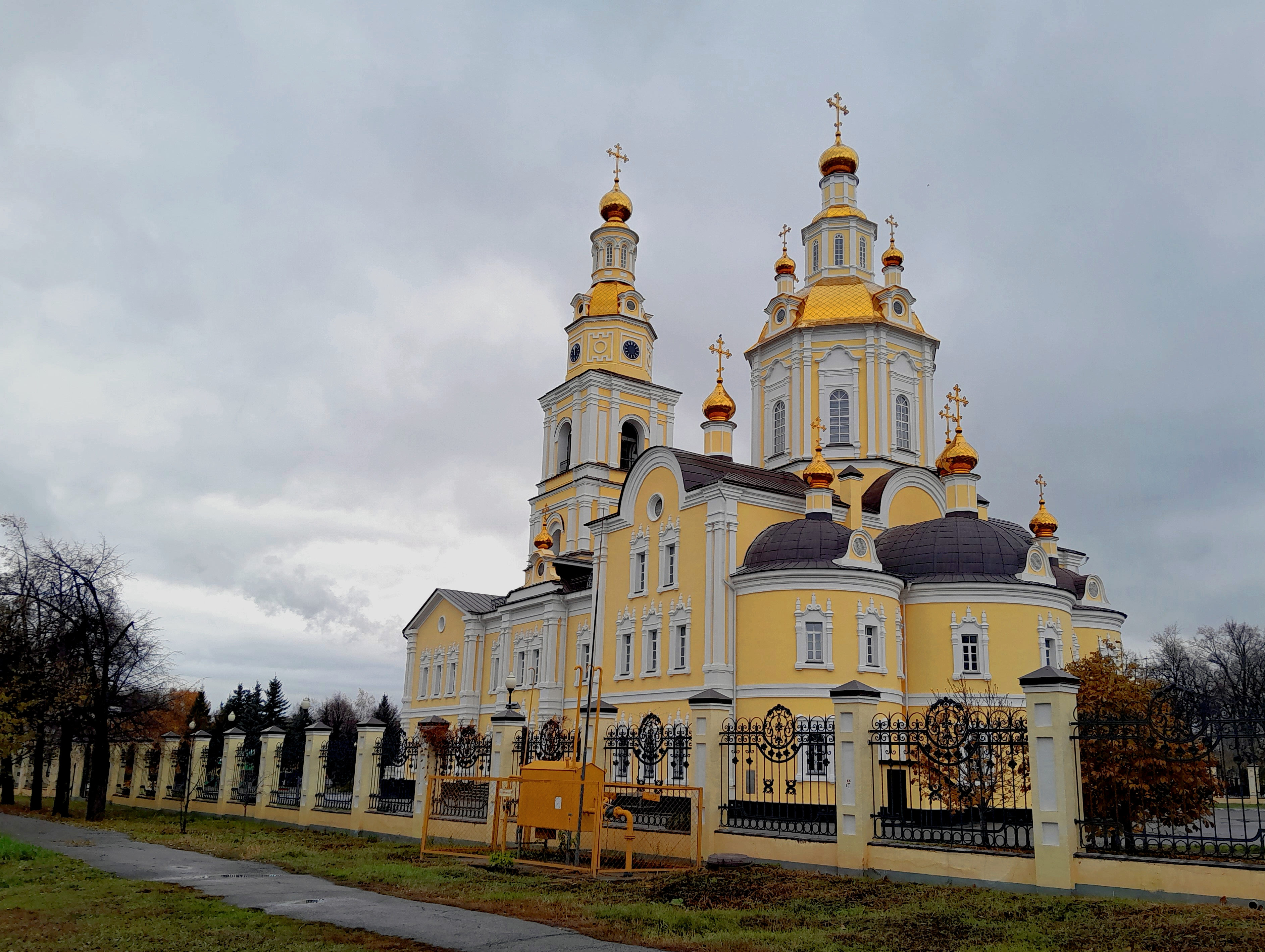
Спасо-Вознесенский собор (2024, после ремонта).

10 февраля 1832 года в губернии, на территории которой было к тому времени 603 церкви, была образована самостоятельная епархия. Первым симбирским архипастырем был назначен архиепископ Минский Анатолий (Максимович) с титулом «Симбирский и Сызранский».
С конца 1920-х годов до Большого террора 1937—1938 годов большинство (до 60 %) приходов Ульяновской (до 1924 — Симбирской) епархии принадлежали к юрисдикции Временного высшего церковного совета. Имелись в ней также патриаршие и обновленческие приходы, которыми управляли архиереи соответствующих юрисдикций. В 1937 году в Ульяновске по обвинению в участии в принадлежности к «фашистско-повстанческой церковно-монархической контрреволюционной организации» было расстреляно шесть архиереев, 126 священников, 30 монашествующих и 60 мирян. По разным другим «церковным» делам было репрессировано 400 человек, всего за два дня — 17 и 18 февраля 1938 года — в подвале Ульяновского горотдела НКВД было расстреляно более 100 человек.
Во время Великой Отечественной войны в Ульяновск решением правительства были эвакуированы из Москвы патриархия и главы обновленчества, которые прибыли в город в ночь с 18 на 19 октября 1941. Московской патриархии было передано помещение бывшего польского костёла, а обновленцам — храм в честь иконы Божией Матери «Неопалимая Купина». Католический костёл переоборудовали во временный патриарший Казанский собор. Местом пребывания главы Русской православной церкви Патриаршего местоблюстителя митрополита Сергия (Страгородского) город оставался до конца лета 1943 года. В июле 1943-го, перед отъездом в Москву, в здании бывшей Владимирской (Ильинской) церкви состоялось Предсоборное совещание, на котором митрополит Сергий был рекомендован к избранию патриархом Московским и всея Руси.
После возвращения митрополита Сергия в Москву Казанский собор стал кафедральным собором Ульяновской епархии. В 1959 году его закрыли и вскоре снесли.
В 1959—1988 годах епархия временно управлялась архиереями Куйбышевской епархии.
В 1989 году, с возобновлением Симбирской архиерейской кафедры, Богородице-Неопалимовский храм, как самый большой из сохранившихся в городе действующих храмов, становится Кафедральным собором епархии. Статус Кафедрального собора сохранялся за храмом до ноября 2010 года, когда Архиерейская Кафедра была перенесена в Воскресенско-Германовский собор. Однако статус собора за Богородице-Неопалимовским храмом был сохранён, и настоятелем его продолжал оставаться Архиепископ Симбирский и Мелекесский Прокл, и настоятелем его продолжал оставаться став митрополитом Симбирский и Новоспасский Прокл до последних дней своей жизни. Умер Владыка 23 марта 2014 (70 лет).
В 1997 году было начато строительство Спасо-Вознесенского кафедрального собора, однако в 1998 году в связи с кризисом строительство прекратилось и было возобновлено лишь в 2006 году. Сроки окончания строительства неоднократно переносились из-за недостатка средств. Строительство планировалось завершить к сентябрю 2012 года, затем была названа новая дата — май 2014 года. Собор был освящён патриархом Московским и всея Руси Кириллом 21 мая 2015 года во время его визита в Ульяновск.
17 июля 2001 года Священный синод возвратил Ульяновской епархии историческое наименование и утвердил титул её правящего архиерея «Симбирский и Мелекесский». При этом города, входящие в титул архиерея, по-прежнему именуются Ульяновск и Димитровград.
18 марта 2012 года были установлены и освящены купола Никольского храма
26 июля 2012 года решением Священного синода Русской православной церкви из Симбирской епархии выделены Барышская и Мелекесская епархии со включением их и Симбирской епархии в состав новообразованной Симбирской митрополии.

## Титулы правящих архиереев
- Симбирский и Сызранский (1832—1923)
- Ульяновский (1923—1944)
- Ульяновский и Мелекесский (1944—2001)
- Симбирский и Мелекесский (2001—2012)
- Симбирский и Новоспасский (с 2012)

## Епископы
- Анатолий (Максимович) (10 февраля 1832 — 7 августа 1842)
- Феодотий (Озеров) (7 августа 1842 — 20 августа 1858)
- Евгений (Сахаров-Платонов) (13 октября 1858 — 7 декабря 1874)
- Феоктист (Попов) (7 декабря 1874 — 28 сентября 1882)
- Варсонофий (Охотин) (28 сентября 1882 — 13 августа 1895)
- Никандр (Молчанов) (23 августа 1895 — 23 апреля 1904)
- Гурий (Буртасовский) (23 апреля 1904 — 5 января 1907)
- Иаков (Пятницкий) (25 января 1907 — 10 декабря 1910)
- Вениамин (Муратовский) (31 декабря 1910 — 13 июля 1920)
- Александр (Трапицын) (13 июля 1920 — весна 1923)
- Виссарион (Зорин) (сентябрь 1923 — 26 января 1926)
- Герман (Коккель) (январь — 1 марта 1926) в/у, епископ Ибресинский
- Виссарион (Зорин) (1 марта — 9 апреля 1926; май 1926 — 16 февраля 1927)
- Александр (Трапицын) (26 июля 1927 — октябрь 1927)
- Иоаким (Благовидов) (октябрь 1927 — 18 октября 1930)
- Митрофан (Гринёв) (29 октября 1930 — 1932)
- Стефан (Знамировский) (16 июня — 5 октября 1933)
- Серафим (Зборовский) (1 ноября 1932 — 29 июня 1934) в/у, епископ Мелекесский
- Аркадий (Ершов) (30 сентября — 22 октября 1935) в/у, епископ Мелекесский
- Владимир (Горьковский) (22 октября 1935 — 18 января 1938)
  - 1937—1941 — кафедра вдовствовала
- Иоанн (Соколов) (октябрь 1941 — 1 августа 1942)
- Григорий (Чуков) (22 сентября — 11 октября 1942)
- Варфоломей (Городцов) (17 октября 1942 — 27 июля 1943)
- Димитрий (Градусов) (6 сентября 1943 — 26 мая 1944)
- Иларий (Ильин) (26 мая 1944 — 28 декабря 1945)
- Софроний (Иванцов) (7 февраля 1946 — 4 августа 1947)
- Серафим (Шарапов) (30 октября 1947 — 15 ноября 1952)
- Паисий (Образцов) (15 ноября 1952 — 28 января 1953)
- Иов (Кресович) (февраль 1953)
- Иоанн (Братолюбов) (4 июня 1953 — 21 мая 1959)
- Митрофан (Гутовский) (21 мая 1959 — 12 сентября 1959) в/у, епископ Куйбышевский
- Палладий (Шерстенников) (12 сентября 1959 — 22 марта 1960) в/у, архиепископ Саратовский
- Мануил (Лемешевский) (22 марта 1960 — 25 ноября 1965) в/у, митрополит Куйбышевский
- Иоанн (Снычёв) 12 декабря 1965 — 13 сентября 1989) в/у, архиепископ Куйбышевский
- Прокл (Хазов) (13 сентября 1989 — 23 марта 2014)
- Зиновий (Корзинкин) (24 марта 2014 — 30 мая 2014) в/у, митрополит Саранский
- Феофан (Ашурков) (30 мая 2014 — 13 июля 2015)
- Анастасий (Меткин) (13 июля 2015 — 30 августа 2019)
- Иосиф (Балабанов) (30 августа 2019 — 25 августа 2020)
- Лонгин (Корчагин) (с 25 августа 2020)

## Викариатства
- Алатырское (ныне самостоятельная епархия)
- Ардатовское (ныне самостоятельная епархия)
- Ибресинское (недейств.)
- Мелекесское (ныне самостоятельная епархия)
- Сызранское (ныне самостоятельная епархия)

## Благочиния
По состоянию на октябрь 2022 года епархия разделена на 11 церковных округов:
- 1-е Симбирское городское благочиние (в границах Ленинского района) — протоиерей Николай Архангельский
- 2-е Симбирское городское благочиние (в границах Засвияжского и Железнодорожного районов) — иеромонах Георгий (Карпов)
- 3-е Симбирское городское благочиние (в границах Заволжского района) — иерей Роман Солодко
- Вешкаймское благочиние — иерей Вадим Муругов[12]
- Карсунское благочиние — протоиерей Геннадий Бобров
- Кузоватовское благочиние — протоиерей Сергий Аристов
- Майнское благочиние —иерей Арсений Розин[12]
- Новоспасское благочиние — иеромонах Петр (Иванов)
- Новоульяновское благочиние (Новоульяновск и Ульяновский район) — иерей Николай Генсицкий
- Сурское благочиние — иерей Георгий Джмиль[12]
- Цильнинское благочиние — иерей Владимир Маняков

## Монастыри
- Спасский монастырь в Ульяновске (женский)
- Михаило-Архангельский монастырь в селе Комаровка Ульяновского района (женский)
- Монастырь в честь иконы Божией Матери «Знамение» в селе Ляховка Майнского района (женский)